# Liechtensteiner Cup 1970/71
Der Liechtensteiner Cup 1970/71 war die 26. Austragung des Fussballpokalwettbewerbs der Herren in Liechtenstein. Der FC Vaduz konnte seinen im Vorjahr gewonnenen Titel erfolgreich verteidigen.

## Teilnehmende Mannschaften
Folgende sechs Mannschaften nahmen am Liechtensteiner Cup teil:
| - FC Schaan - FC Vaduz - FC Ruggell | - FC Balzers - USV Eschen-Mauren - FC Triesen |

## 1. Vorrunde
Der FC Balzers und der FC Vaduz hatten für diese Runde ein Freilos. 
|                   | Ergebnis |            |
| ----------------- | -------- | ---------- |
| USV Eschen-Mauren | 3:2      | FC Triesen |
| FC Ruggell        | 1:2      | FC Schaan  |

## Halbfinale
|           | Ergebnis |                   |
| --------- | -------- | ----------------- |
| FC Vaduz  | 6:2      | FC Balzers        |
| FC Schaan | 3:1      | USV Eschen-Mauren |

## Finale
Das Finale fand am 21. Juni 1971 in Vaduz statt.
| Datum      |          | Ergebnis |           |
| ---------- | -------- | -------- | --------- |
| 21.06.1971 | FC Vaduz | 4:2      | FC Schaan |